# Jan Oborski (kasztelan)
Jan Oborski herbu Kolumna – kasztelan warszawski w 1668 roku, podkomorzy liwski w 1653 roku, starosta liwski w 1632 roku.
Podpisał pacta conventa Władysława IV Wazy w 1632 roku. Jako poseł na sejm koronacyjny 1633 roku wszedł w skład komisji do wojny z Moskwą i organizacji wojska.
Podpisał elekcję 1632 roku z ziemią liwską, elekcję w 1669 i 1674 roku z ziemią warszawską.